# Циклопсетты
Циклопсетты (лат. Cyclopsetta) — род донных лучепёрых рыб из семейства паралихтиевых (Paralichthyidae) отряда камбалообразных (Pleuronectiformes), обитающих в прибрежных водах Северной и Южной Америк в восточной части Тихом и и на западе Атлантического океанов. Максимальная длина тела представителей рода от 32 (Cyclopsetta chittendeni) до 43,2 см (Cyclopsetta querna).

## Классификация
В род включают 4 вида:
- Cyclopsetta chittendeni B. A. Bean, 1895
- Cyclopsetta fimbriata (Goode & T. H. Bean, 1885)
- Cyclopsetta panamensis (Steindachner, 1876)
- Cyclopsetta querna (D. S. Jordan & Bollman, 1890)